# فيونا مكينتوش
فيونا مكينتوش (بالإنجليزية: Fiona McIntosh)‏ هي كاتبة للأطفال وكاتِبة بريطانية، ولدت في 14 مارس 1960 في برايتون في المملكة المتحدة.

## وصلات خارجية
- الموقع الرسمي